# 大多林斯凱

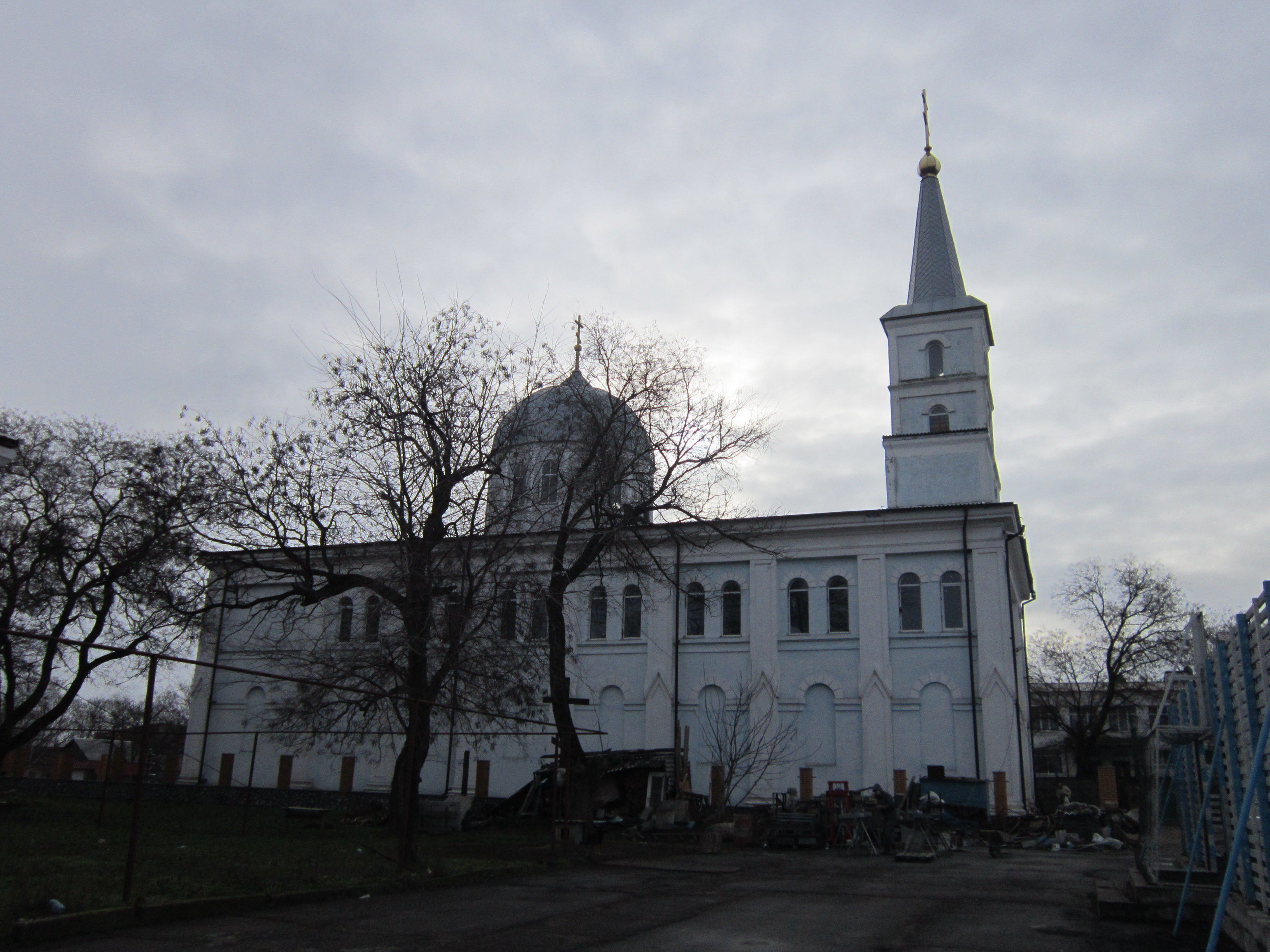

46°20′33″N 30°33′55″E / 46.34250°N 30.56528°E
大多林斯凱（烏克蘭語：Великодолинське），亦译为大多伦斯克，是位於烏克蘭西南部的市級鎮，由敖德萨州敖德萨区的大多林斯凱市鎮負責管轄，並為該市鎮的行政中心。該鎮始建於1802年，面積9.64平方公里，2024年人口13,309，該市級鎮人口密度每平方公里1,352.28人。